# Tiro com arco nos Jogos Olímpicos de Verão de 1904
O tiro com arco nos Jogos Olímpicos de Verão de 1904 foram realizados em Saint Louis, Estados Unidos. Seis eventos foram disputados, três masculinos e três femininos. Apenas arqueiros estadunidenses intervieram na modalidades, sendo 23 homens e 6 mulheres.

## York duplo masculino
| Pos.   | País           | Atletas          |
| ------ | -------------- | ---------------- |
| Ouro   | Estados Unidos | George Bryant    |
| Prata  | Estados Unidos | Robert Williams  |
| Bronze | Estados Unidos | William Thompson |

O evento de york consistia em atirar 72 flechas a uma distância de 100 jardas, 48 flechas à 80 jardas e 24 flechas à 60 jardas. Ao todo eram disparadas 288 flechas.
Resultado final
| Pos. | Arqueiro            | País           | Placar |
| ---- | ------------------- | -------------- | ------ |
| 1    | George Bryant       | Estados Unidos | 820    |
| 2    | Robert Williams     | Estados Unidos | 819    |
| 3    | William Thompson    | Estados Unidos | 816    |
| 4    | Wallace Bryant      | Estados Unidos | 618    |
| 5    | Benjamin Keys       | Estados Unidos | 532    |
| 6    | Ernest Frentz       | Estados Unidos | 528    |
| 7    | Homer Taylor        | Estados Unidos | 506    |
| 8    | C.S. Woodruff       | Estados Unidos | 487    |
| 9    | Henry B. Richardson | Estados Unidos | 439    |
| 10   | D. F. McGowan       | Estados Unidos | 383    |
| 11   | Thomas Scott        | Estados Unidos | 375    |
| 12   | Cyrus Dallin        | Estados Unidos | 355    |
| 13   | Lewis Maxon         | Estados Unidos | 341    |
| 14   | Ralph Taylor        | Estados Unidos | 328    |
| 15   | Edward Weston       | Estados Unidos | 268    |
| 16   | Edward Bruce        | Estados Unidos | 238    |

## Americano duplo masculino
| Pos.   | País           | Atletas          |
| ------ | -------------- | ---------------- |
| Ouro   | Estados Unidos | George Bryant    |
| Prata  | Estados Unidos | Robert Williams  |
| Bronze | Estados Unidos | William Thompson |

O evento Americano consistia no lançamento de 30 flechas a distâncias de 60, 50 e 40 jardas. O total de flechar atirada era de 180.
Resultado final
| Pos. | Arqueiro            | País           | Placar |
| ---- | ------------------- | -------------- | ------ |
| 1    | George Bryant       | Estados Unidos | 1048   |
| 2    | Robert Williams     | Estados Unidos | 991    |
| 3    | William Thompson    | Estados Unidos | 949    |
| 4    | C.S. Woodruff       | Estados Unidos | 907    |
| 5    | William Clark       | Estados Unidos | 880    |
| 6    | Homer Taylor        | Estados Unidos | 862    |
| 7    | Benjamin Keys       | Estados Unidos | 840    |
| 8    | Wallace Bryant      | Estados Unidos | 818    |
| 9    | Cyrus Dallin        | Estados Unidos | 816    |
| 10   | Henry B. Richardson | Estados Unidos | 813    |
| 11   | Charles Hubbard     | Estados Unidos | 779    |
| 12   | Lewis Maxon         | Estados Unidos | 777    |
| 13   | Galen Spencer       | Estados Unidos | 701    |
| 14   | Samuel Duvall       | Estados Unidos | 699    |
| 15   | Ernest Frentz       | Estados Unidos | 665    |
| 16   | Amos Casselman      | Estados Unidos | 628    |
| 17   | Ralph Taylor        | Estados Unidos | 533    |
| 18   | Edward Bruce        | Estados Unidos | 516    |
| 19   | E. H. Weston        | Estados Unidos | 508    |
| 20   | Edward Weston       | Estados Unidos | 450    |
| 21   | W. G. Valentine     | Estados Unidos | 347    |

## Equipes masculino
| Pos.   | País           | Atletas                                                       |
| ------ | -------------- | ------------------------------------------------------------- |
| Ouro   | Estados Unidos | William Thompson Robert Williams Lewis Maxon Galen Spencer    |
| Prata  | Estados Unidos | C.S. Woodruff William Clark Charles Hubbard Samuel Duvall     |
| Bronze | Estados Unidos | George Bryant Wallace Bryant Cyrus Dallin Henry B. Richardson |

Resultado final
| Pos. | Equipe                  | Arqueiros                                                     | País           | Placar |
| ---- | ----------------------- | ------------------------------------------------------------- | -------------- | ------ |
| 1    | Arqueiros de Potomac    | William Thompson Robert Williams Lewis Maxon Galen Spencer    | Estados Unidos | 1344   |
| 2    | Arqueiros de Cincinnati | C.S. Woodruff William Clark Charles Hubbard Samuel Duvall     | Estados Unidos | 1341   |
| 3    | Arqueiros de Boston     | George Bryant Wallace Bryant Cyrus Dallin Henry B. Richardson | Estados Unidos | 1268   |
| 4    | Arqueiros de Chicago    | Benjamin Keys Homer Taylor Edward Weston Edward Bruce         | Estados Unidos | 942    |

## Nacional duplo feminino
| Pos. | País           | Atletas        |
| ---- | -------------- | -------------- |
|      | Estados Unidos | Matilda Howell |
|      | Estados Unidos | Emma Cooke     |
|      | Estados Unidos | Jessie Pollock |

Resultado final
| Pos. | Arqueira       | País           | Placar |
| ---- | -------------- | -------------- | ------ |
| 1    | Matilda Howell | Estados Unidos | 620    |
| 2    | Emma Cooke     | Estados Unidos | 419    |
| 3    | Jessie Pollock | Estados Unidos | 419    |
| 4    | Laura Woodruff | Estados Unidos | 234    |
| 5    | Mabel Taylor   | Estados Unidos | 160    |
| 6    | Louise Taylor  | Estados Unidos | 159    |

## Columbia duplo feminino
| Pos.   | País           | Atletas        |
| ------ | -------------- | -------------- |
| Ouro   | Estados Unidos | Matilda Howell |
| Prata  | Estados Unidos | Emma Cooke     |
| Bronze | Estados Unidos | Jessie Pollock |

Cooke e Pollock terminaram com o mesmo número de pontos, porém os critérios que definiram o desempate entre ambas são desconhecidos.
Resultado final
| Pos. | Arqueira       | País           | Placar |
| ---- | -------------- | -------------- | ------ |
| 1    | Matilda Howell | Estados Unidos | 867    |
| 2    | Emma Cooke     | Estados Unidos | 630    |
| 3    | Jessie Pollock | Estados Unidos | 630    |
| 4    | Laura Woodruff | Estados Unidos | 547    |
| 5    | Mabel Taylor   | Estados Unidos | 243    |
| 6    | Louise Taylor  | Estados Unidos | 229    |

## Equipes feminino
| Pos.   | País           | Atletas                                                    |
| ------ | -------------- | ---------------------------------------------------------- |
| Ouro   | Estados Unidos | Matilda Howell Jessie Pollock Laura Woodruff Louise Taylor |
| Prata  | Estados Unidos | Emma Cooke Mabel Taylor                                    |
| Bronze | -              | nenhum                                                     |

## Quadro de medalhas do tiro com arco
| Ordem | País               | Medalha de ouro | Medalha de prata | Medalha de bronze |    |
| ----- | ------------------ | --------------- | ---------------- | ----------------- | -- |
| 1     | USA Estados Unidos | 6               | 6                | 5                 | 17 |